# Comité tot steun van Nederlandse Oorlogsslachtoffers in België
Het Comité tot steun van Nederlandse Oorlogsslachtoffers in België werd opgericht in september 1944 en opgeheven in 1951.

## Voorgeschiedenis

### Hulp aan joden
Eind 1940 was een samenwerking ontstaan tussen de heren Bolle en Ten Kate in Brussel die ervoor zorgden dat vooral joden  geholpen werden aan onderduikadressen en veilige routes naar Frankrijk. Ds A.G.B. ten Kate was predikant van de Nederlandse Evangelische Kerk in Brussel, Maurice Bolle kon zorgen voor valse papieren, levensmiddelenzegels en een aantal veilige adressen; hij werd meneer Albert en later meneer Marius genoemd en had Ten Kate benaderd omdat hij hiervoor geld en meer onderduikadressen nodig had. 

Zij werden geholpen door de dames Davignon en Henriquez de Castro en door E. Goudsmit en zijn dochter Helène. Verder zorgden Ben Nijkerk en Joop Verloop (joods) voor de opvang van joodse kinderen. 
Bolle hielp zich steeds meer bezig met het naar Frankrijk brengen van Joden die niet in België wilden blijven. Dit ging via Jean Weidner, een contact in  Vichy-Frankrijk dankzij Benno Nijkerk. Weidner had al een veilige route naar Zwitserland en was bezig een route naar Spanje op te zetten.

### Hulp aan Engelandvaarders en piloten
Vanaf mei 1943 kwamen veel Nederlandse studenten naar België. Zij hadden geweigerd de loyaliteitsverklaring te tekenen hetgeen betekende dat zij in aanmerking kwamen voor tewerkstelling in Duitsland. Bolle werd toen ook veel geholpen door Paul van Cleeff en Henri Vleeschdrager (1923), een Amsterdamse, joodse leerling-verpleger die bij een transport van Mechelen naar Duitsland bij Leuven uit de trein was gesprongen. De dames Davignon en Kraus werden belast met het zoeken naar veilig onderdak. Ook waren er twee doktoren, dr J. Snoek en dr Allard, die hielpen medische problemen op te lossen. Een aparte bezigheid was het fotograferen op microfilm van de illegalepers en van belangrijke documenten. Dit werd kosteloos gedaan door fotograaf Didier. Ook moesten er illegale 'Duitse' stempels gemaakt voor de valse documenten. 
Toen Bolle in juli 1943 door de Duitsers werd gearresteerd, nam Van Cleeff de leiding over. De Groep Van Cleeff hielp naast de joden ook veel Engelandvaarders en geallieerde piloten.  
Weidner (alias Jean of Segers) richtte in het najaar van 1943, op verzoek van Ds Visser 't Hooft uit Genève, ook een koeriersdiens op tussen Zwitserland en Nederland. 

### Arrestaties
Er werd een splitsing aangebracht tussen de hulp aan de groep ondergedoken joden en de hulp aan de Engelandvaarders en piloten. Dit bleek een goede beslissing, want eind februari 1944 vonden de Duitsers een adresboekje waarna velen werden gearresteerd, onder meer tien Amerikaanse vliegers, Van Cleeff, Verloop (die tien dagen na zijn arrestatie in de gevangenis van St Gilles zelfmoord pleegde), Vleeschdrager en ds. ten Kate. Door die splitsing konden de resterende leden van de groep hun werk voorzichtig doorzetten net hulp van Weidner en ondersteund door twee uit Bern ontvangen garantieverklaringen die goed waren voor Bfrs 2.500.000. In afwachting van de uitbetaling hiervan kreeg de Groep vast Bfrs 500.000. Deze toezegging werd bevestigd door een brief (op microfilm) van mr R B baron van Lynden, de secretaris van de Nederlandse legatie in Bern.
Benno Nijkerk, die de groep had verlaten en nadien koeriersdiensten deed, werd in maart gearresteerd en bezweek in Neuengamme. 
Van Cleeff werd opgevolgd door Verloop; hij kreeg veel hulp van Vleeschdrager, die zich voorlal toelegde om valse papieren te maken. De Groep Van Cleeff hielp naast de in België ondergedoken joden veel Britse, Canadese en Amerikaanse piloten.

## Oprichting comité
Van Cleeff, Vleeschdrager en ds. ten Kate werden begin september 1944 uit een Duits gevangenenkamp in België bevrijd. Van Cleeff werd weer de baas en onmiddellijk werd het 'Comité tot steun aan Nederlandse oorlogsslachtoffers in België' opgericht. In de laatste maanden voor de bevrijding kon door het Comité nog ongeveer 400 onderduikers, verspreid over ongeveer 150 adressen in België, maandelijks met Bfrs 60 ondersteunen en Bfrs 2.000.000 doorgegeven aan het Belgische comité tot steun aan vervolgde Israëlieten. Het Comité leende ook geld van E. van Hasselt.
Ds Ten Kate overleed in 1947.